# گروه روزنامه‌های افغانستان
گروه روزنامه‌های افغانستان شامل دو روزنامه پیشتاز روزنامه افغانستان و روزنامه آوتلوک افغانستان است که به زبان‌های انگلیسی، فارسی و پشتو در کابل پایتخت افغانستان منتشر می‌شوند.

## روزنامه افغانستان
روزنامه افغانستان یکی از مهم‌ترین و پرخواننده‌ترین روزنامه صبح افغانستان است که محتوای آن را بخش‌های گوناگون اخبار داخلی و بین‌المللی، تحلیل تحولات مهم روز، نقد مسایل سیاسی، اجتماعی، فرهنگی و اقتصادی، اخبار و مطالب ورزشی، ادبی، هنری، علمی و صحی را شامل می‌شود. علاوه برمطالب فوق، بخش‌های جدول، آموزش شطرنج، بازی با کلمات و اعداد، سودوکو وفال روزانه نیز بر آن اضافه گردیده است. در اول صاحب امتیاز این روزنامه دکتر حسین یاسا، مدیر مسؤل محمد رضا هویدا و سردبیر آن حفیظ الله زکی بود. بعد از سال 2014  محمد هدایت عهده دار مدیر مسوولی آن شد. بعد ها  صاحب امتیاز این روزنامه بنیاد اندیشه شد که همرا با روزنامه اوت‌لوک توسط حسین معرفت اداره می‌شود. این روزنامه عمده‌ترین اهداف شان را اطلاع رسانی، ارتقای سطح فرهنگی، تقویت و نهادینه سازی ارزش‌های دموکراسی و حقوق بشر، تحکیم پایه‌های وحدت ملی از طریق ایجاد فضای گفتگو و همپذیری و تقویت بنیه‌های ضعیف عدالت و برابری در جامعه می داند. این روزنامه همه روزه با تیراژ ۴۸۰۰ در کابل پایتخت افغانستان چاپ و در شمار زیادی از ولایات افغانستان توزیع می‌گردد.

## روزنامه آوتلوک افغانستان
روزنامه آوتلوک افغانتسان یکی دیگر از روزنامه‌هایی است که توسط گروه روزنامه‌های افغانستان به زبان انگلیسی در افغانستان منتشر می‌شود. این روزنامه توسط دکتر حسین یاسا در سال ۲۰۰۵ میلادی در کابل تأسیس شد و در اندک زمانی مخاطبان زیادی از جمله دانشجویان و نهادهای داخلی و خارجی پیدا نمود. روزنامه آوتلوک افغانستان همه روزه به شمول اخبار داخلی و بین‌المللی سه سرمقاله و سه مطلب تحلیلی و انتقادی به زبان انگلیسی منتشر می‌کند. این روزنامه ادعا دارد که به هیچ جناح سیاسی وابسته نبوده و منابع مالی شان اعلانات تجارتی اند و فروش روزنامه است. در اول صاحب امتیاز این روزنامه دکتر حسین یاسا و مدیر مسئول آن کاظم علی گلزاری بود.اما از سال 2014 به بعد مدیر مسوول آن رضا هویدا است.

## نشر آنلاین
گروه روزنامه‌های افغانستان همه روزه مطالب خود را در وبسایت‌هایشان نیز منتشر می‌کنند. خوانندگان می‌توانند نسخه پی دی اف روزنامه‌هایی که از سوی این گروه منتشر می‌شوند را در وبسایت‌های آن مشاهده نمایند.